# 库尔森航空139号消防飞机坠毁事故
2023年2月6日，一架由库尔森航空运营的波音737-300飞机作为消防飞机在西澳大利亚大南区的菲茨杰拉德河国家公园坠毁，当时正在扑灭多场火灾。机上的两名机组成员全数生还且只受了轻伤，并被送往医院。 此次事故成为澳大利亚第一架波音737系列飞机的机身损毁事件。

## 事发经过
2023年2月6日下午12点08分，涉事飞机从布瑟尔顿-玛格丽特河机场起飞，执行当天共有三次任务中，此趟航班是当日任务中的第一趟以应对霍佩顿附近的火灾。在前往火场的途中，飞机爬升到29,000英尺（8,800米），然后下降到火场上空约700英尺（210米）。并于下午1点26分返回起飞机场。在装载了新的阻燃剂后，它于下午1点50分起飞执行第二次任务。飞机于下午3点08分返回基地在火区上空下降了一次后。
在第三次任务中，飞机于下午3点32分起飞。这一次，消防飞机在火场上空下降了两次，下午4点14分，在菲茨杰拉德河国家公园执行第二次下降时坠毁。

## 事故调查
事故发生后，澳大利亚运输安全局宣布，正在从珀斯和堪培拉组建一个调查小组，来负责调查这起事故。

## 涉事飞机

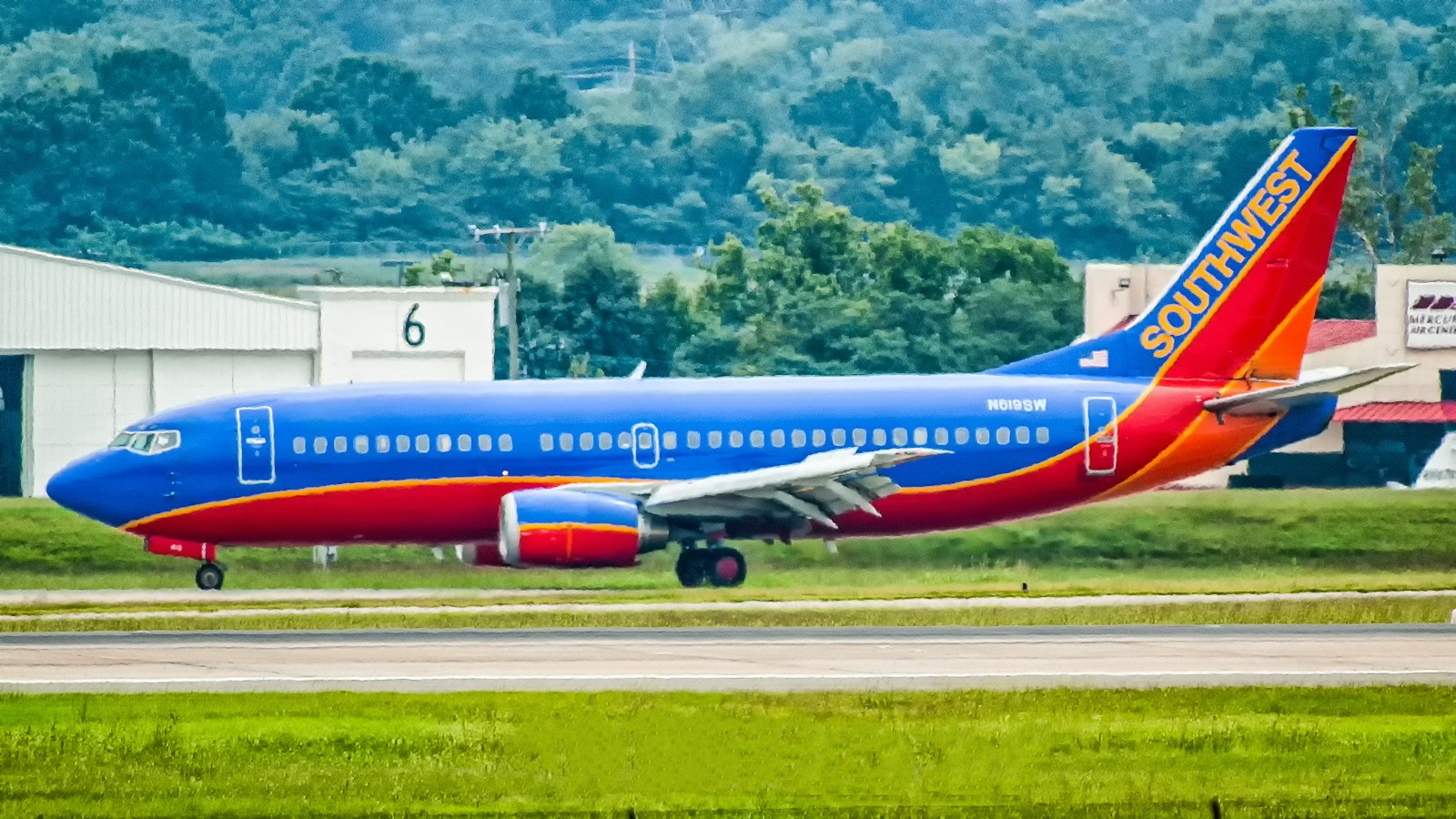
涉事飞机, 注册编号为N619SW, 图中为该飞机在西南航空服役时的照片，摄于2006年。

涉事飞机是一架有27年机龄的波音737-3H4，序列号为28035，注册编号为N619SW。于1995年11月交付至西南航空，直到2017年8月退役。 同年8月底转让至库尔森航空公司，在经过一段时间的封存和改装后，于2022年7月开始作为消防飞机使用。